# Irene Villa González
Irene Villa González (Madrid, 21 de novembre de 1978) és una periodista, escriptora i psicòloga espanyola de premsa escrita i ràdio, a més d'esquiadora paralímpica. Als dotze anys va sofrir un greu atemptat d'ETA al costat de la seva mare. Com a resultat de l'explosió d'una bomba va perdre les dues cames i tres dits de la mà esquerra. Fins 2007 va ser delegada a Madrid de l'Associació de Víctimes del Terrorisme.

## Atemptat i activisme antiterrorista
Filla de la funcionària de la Direcció General de la Policia, María Jesús González i Luis Alfonso Villa, als dotze anys (17 d'octubre de 1991) va sofrir un greu atemptat de la banda terrorista ETA amb cotxe bomba al carrer Camarena del madrileny barri d'Aluche, per l'esclat d'una bomba adossada al vehicle en el qual viatjava, camí del col·legi, amb la seva mare. En aquest atemptat, Irene va perdre les cames i tres dits d'una mà. La mare va perdre una cama i un braç.
Segons fonts policials, ETA pretenia causar la mort d'un inspector de policia destinat a la comissaria del districte de Los Cármenes, relacionat amb la mare d'Irene Vila. Aquell mateix dia ETA va assassinar amb una altra bomba lapa el tinent de l'Exèrcit de Terra espanyol, Francisco Carballar. A la tarda, va mutilar greument el comandant d'infanteria Rafael Villalobos.
Llicenciada en periodisme per la Universitat Europea de Madrid, té a més, estudis de psicologia, humanitats i comunicació audiovisual. El 2004 va escriure un llibre, Saber que se puede, en el qual plasma la seva experiència i les seves reflexions. És columnista de premsa i col·labora en diferents emissores de ràdio. És comentarista del programa La Linterna de la Cadena Cope, que dirigeix i presenta Juan Pablo Colmenarejo. El 2012 va guanyar l'Antena d'Or pel seu treball a la cadena de televisió 13 TV.
Es va manifestar diverses vegades en contra de qualsevol negociació amb ETA i del procés obert anys enrere pel govern de José Luis Rodríguez Zapatero.

## Esquiadora
Irene Villa és una esquiadora alpina paralímpica classificada com LW12-2. És una dels vuit membres originals de la Fundación También. Aquest equip va ser el primer femení d'esquí alpí adaptat a Espanya. Com a membre d'aquest equip, entrena amb Teresa Silva, Esther Peris, Mariluz del Río, Sandra Cavallé, Nathalie Carpanedo i Alberto Ávila. Villa ha guanyat diversos ors competint a nivell nacional i, el 2011, va ser Campiona de la Copa Espanya en la modalitat en cadira. El març de 2013 va ser Campiona d'Espanya d'eslàlom i subcampiona d'Espanya en súper gegant i eslàlom gegant.
L'any 2006 va participar per primera vegada en uns Campionats Nacionals d'esport paralímpic. Van ser els d'Espanya d'esgrima adaptada, celebrat a Astúries. Va guanyar el títol de subcampiona en espasa.
Des de 2007 integra l'equip de competició d'esquí alpí adaptat de la Fundació También i ha aconseguit dos ors en Campionats de Catalunya -Gegant i Eslàlom- el 2010, Plata en Gegant i Or en Eslàlom als Campionats de Catalunya a Port Ainé el 2013.
Plata en Gegant i Or en Eslàlom en Campionats d'Espanya (Cerler) el 2013. Or en Eslàlom i Plata en Gegant als Campionats d'Espanya (Andorra) el 2014.

## Vida privada
Irene es va casar el 4 de juny de 2011 amb Juan Pablo Lauro, a la Real Basílica de San Francisco el Grande de Madrid i són pares de tres fills, Carlos, nascut el 7 de juliol de 2012, Pablo, nascut el 21 d'abril de 2015 i el tecer nascut el 31 de juliol de 2016.

## Llibres publicats
- Saber que se puede. Records i reflexions d'una víctima del terrorisme. (2004)[13]
- Saber que se puede. Edició ampliada i actualitzada (2020)[14]
- Nunca es demasiado tarde, princesa 2013[15]
- El libroabrazo. (2015)[16]
- Como el sol para las flores. (2015)[17]